# Jaksztag
Jaksztag – na żaglowcu z ożaglowaniem rejowym metalowy pręt przymocowany wzdłuż rei w jej górnej części. Stosowane są zwykle dwa jaksztagi. Jeden jest nośnikiem żagla (do jaksztagu jest przymocowany górny lik żagla), z drugiego zwisają podwieszki (szelki), na końcu których znajduje się perta, przy czym bezpośrednio do jaksztagu może być przymocowany ostatni fragment perty, tzw. perta nokowa. Jaksztag służy jednocześnie jako handreling. Do jaksztagów mocowane są również sejzingi - linki do obwiązywania sklarowanych żagli.

lifeline (lina asekuracyjna) (1), reja (2), szelki (3 i 8), perta (4), perta nokowa (5), nok rei (6), jaksztagi (9 i 10), żagiel (7)